# Scobag Privatbank
Die Scobag Privatbank AG mit Sitz in Basel ist eine Schweizer Privatbank, die auf die Vermögensverwaltung und die damit verbundenen Finanz- und Beratungsdienstleistungen spezialisiert ist.

## Geschichte

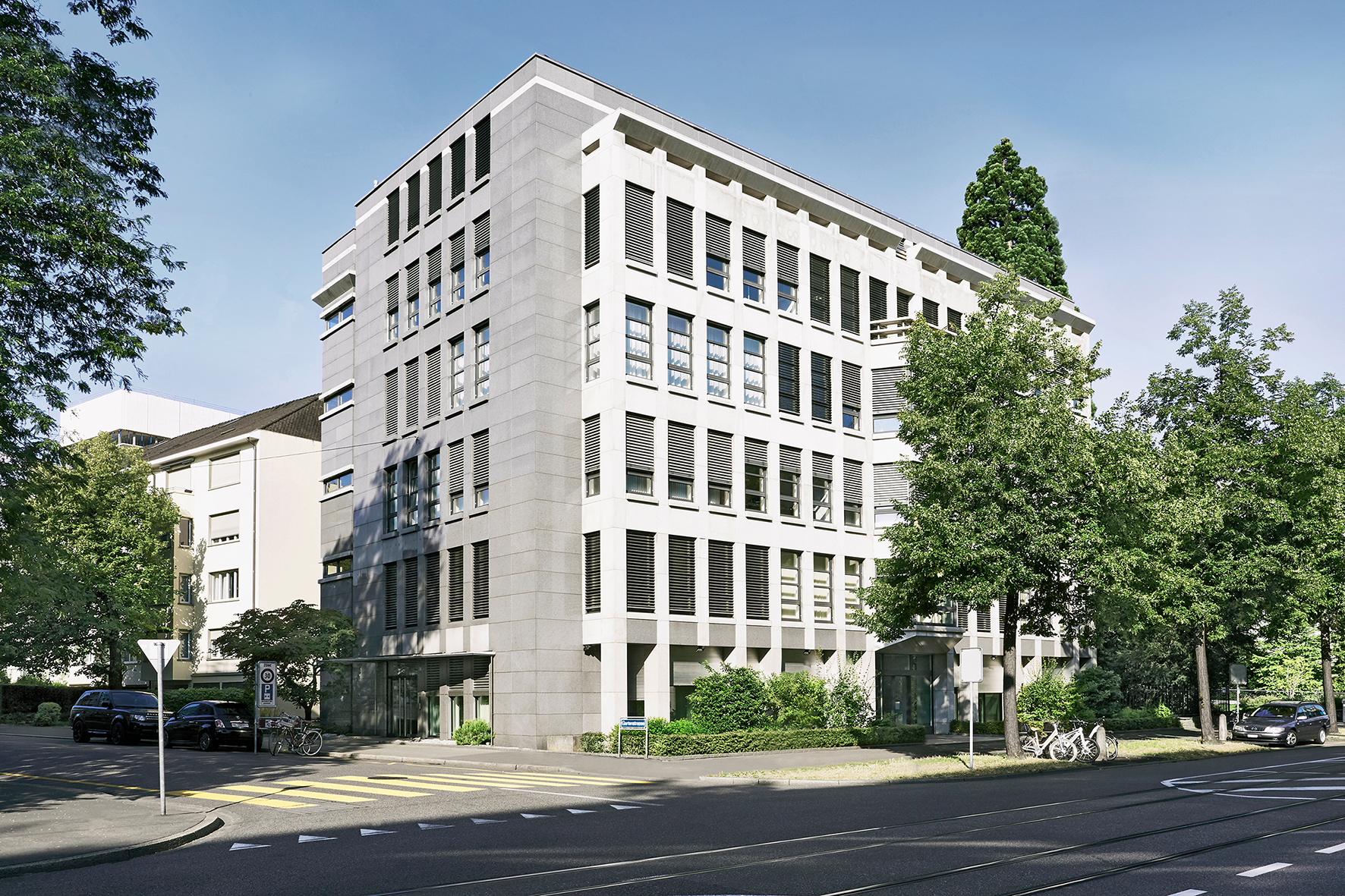
Firmensitz der Scobag Privatbank in Basel.

1934 heiratete Paul Sacher Maja Hoffmann-Stehlin, die Witwe von Emanuel Hoffmann, Sohn von Fritz Hoffmann-La Roche, welcher wiederum Gründer des gleichnamigen Pharma-Unternehmens Hoffmann-La Roche ist. Scobag wurde 1968 von Sacher als Family Office und selbstständige Vermögensverwaltungs- und Treuhandgesellschaft gegründet und betreute von da an die Gründerfamilie. Nebst dem Mandat der Familie Hoffmann-La Roche betreute die Bank mit der Zeit weitere Kunden und erhielt im Jahr 1986 die Banklizenz. Sie beschäftigt heute rund 35 Mitarbeiter und verwaltete 2018 rund 25 Milliarden Schweizer Franken Kundenvermögen.
Eines der Spezialgebiete der Bank sind Dienstleistungen rund um das Stiftungswesen. Paul Sacher errichtete 1973 seine eigene Stiftung. Dabei legte er schriftlich fest, dass die Scobag die finanziellen Belange der Paul-Sacher-Stiftung auch nach seinem Tod verantworten solle. Ausgehend von dieser mäzenatischen Tradition betreute die Scobag heute mehrere Dutzend Stiftungen. Mit der Kunigunde und Heinrich Stiftung, mit der Kranke und Bedürftige in der Region Basel unterstützt werden, ist die Scobag seit 1992 ausserdem selbst als Stifterin aktiv.

## Organisation
Die Scobag Privatbank befindet sich vollständig in Schweizer Familienbesitz, mehrheitlich der Familien Hoffmann und Oeri, Nachkommen von Fritz Hoffmann-La Roche und Besitzer des Pharmakonzerns Hoffmann-La Roche. Präsident des Verwaltungsrats ist der Rechtsanwalt Peter Schaub. 